# 少年趴是你嗎？
〈少年趴是你嗎？〉（英語：Is That You?）是《探險活寶》第六季的第19集。在卡通頻道2014年11月25日播出。本集以阿寶和老皮為主角。在這一集裡，傑克開始行為異常以下為少年趴追悼。阿寶不久才知道真正的老皮已被到了少年趴的象限，執行複雜的儀式，發生多事後，阿寶也到了那裏，他接受少年趴的程序。少年趴說明精心的程序，會讓祂復活。阿寶跟隨老皮少年趴的指示，並成功地讓他們的朋友復活。